# Donje Orešje
Donje Orešje – wieś w Chorwacji, w żupanii zagrzebskiej, w mieście Sveti Ivan Zelina. W 2011 roku liczyła 502 mieszkańców.